# 宋氏領
孝義皇后（越南语：／；1653年—1696年5月23日），名宋氏領（越南语：／），越南鄭阮紛爭時期阮主阮福溙的正室。
宋氏領是清化宋山人，其父是少傅郡公宋福榮，母親為黎氏。初封為宮嬪，生下一子：阮顯宗阮福淍。正和十七年三月二十二日（1696年5月23日）去世，壽四十四歲。阮顯宗追尊為國太夫人（越南语：／）。景興五年四月十二日（1744年5月23日），武王阮福濶追贈為慈節靜淑憲妃（越南语：／），後追加孝慈二字，為慈節靜淑孝慈憲妃（越南语：／）。
嘉隆五年六月初八日（1806年7月23日），阮福映追尊宋憲妃為慈節靜淑慧敏憲順孝義皇后（越南语：／），葬於永茂陵，並安其神主於太祖廟右二室。

## 冊文
嘉隆五年（1806年），皇后冊文：
業建西岐，壬姜篤慶；基開東雒，馬鄧紹休。遠媲前徽，式隆厚報。欽惟慈節靜淑孝慈宋憲妃殿下，百行純備，萬善攸兼。含弘上配乾元，治內正琚珩之範；祥發誕生震嗣，傳家綿盤泰之宗。肆今憑藉餘靈，重新耿命。塵揚懿鑠，仰答休光。謹奉金冊，上尊號曰慈節靜淑慧敏憲順孝義皇后。伏惟靈爽如臨，鑒格不遠。光膺寶冊，默相瑤圖。